# Ringve Museum
Ringve Museum er Norges nationale museum for musik og musikinstrumenter og en af de gamle lystgårde i Lade lige udenfor Trondheim centrum. Ringve er et af de museer som indgår i Museerne i Sør-Trøndelag (MiST). Den omkringliggende park fungerer som en botanisk have, der åbnede i 1973, og som i dag drives af Videnskabsmuseet som er en afdeling af Norges teknisk-naturvitenskapelige universitet.

## Historie
Ringve Museum har til huse i den historiske gård Ringve, der ligger på halvøen Lade med udsigt over Trondheimsfjorden. Det første hus på stedet kan spores tilbage til 1521, men de nuværende bygninger stammer fra 1850 og frem. Det var den dansk-norske søhelt Peter Wessel Tordenskiolds barndomshjem, der boede der i sommermånederne. Gården var i Wessel-familiens eje fra 1661-1778.
I 1878 købte Anton Sophus Bachke gården på auktion. Han søn, forretningsmanden Christian Anker Bachke (1873-1946) arvede gården ved faderens død i 1919. Året efter blev han gift med Victoria Bachke, der var en russisk kunstner, der var flygtet fra den Russiske Revolution. Parret fik ingen børn, men hengav i steder deres tid til deres passion for musik og indsamling af historiske instrumenter. I 1944 oprettede parret stiftelsen Ringve Museum for at bevare gården og deres store samling af instrumenter. Det var også meningen, at det skulle indeholde genstande knyttet til Tordenskiold. I 1946 døde Christian Bachke og Victoria opbyggede hun museet, der åbnede for publikum 11. oktober 1952. Hun drev det frem til sin død i 1963.
I alt er omkring 2000 musikinstrumenter, hvoraf 700 af disse er såkaldte klassiske europæiske instrumenter.
Victoria Bachke blev efterfulgt af Jan Voigt som direktør i 1963, og fra 1997 har Peter Andreas Kjeldsberg været leder af museet. Over årene har mange berømte musikere besøgt Ringve; dette inkluderer Artur Schnabel, Lilly Krauss, Ignaz Friedman, Percy Grainger og Kirsten Flagstad, samt maleren Edvard Munch.

## Udstillinger
Ringve har to faste udstillinger, "Hovedbygningen" og "Laden" samt en botanisk have, der ikke er en del af museet, men en del af Videnskabsmuseet i Trondheim.

### Hovedbygningen
Hovedbygningen med interiør fra 1880'erne er ramme forskellige rum indrettet efter hvert sit tema - hovedsageligt tangent-instrumenter. Denne del af museet er kun tilgængelig via guidede omvisninger, hvor guiderne, (der ofte er uddannede inden for musik) spiller musikstykker, der passer til omrvisningen.
The første rum, kaldet Mozart-rummet, indeholder et spinet, et klavichord og et husorgel fra 1700-tallet samt en lysekrone i glas fra Murano. Det næste rum, Beethoven, indeholder et harpeklaver fra 1870 fremstillet af Dietz, og et klaver af Beethovens favorittype. Et rum, der er dedikeret til Chopin, er det næsten i rækken, og det har eksempler på komponistens foretrukne klaverer, ligesom en dødsmaske og en afstøbning af hans hænder. Der er også akverelmalerier af George Sand og memorabilia om Chopin og Liszt. Et spillebord og en sofa kommer fra Chopins hjem i Paris, der nu er udstillet, blev arvet af hans norske elev Thomas Tellefsen.
Ovenpå er et rum dedikeret til sangerne Elisabeth Wiborg og Adelina Patti, som inkluderer et klaver, som Patti insisterede på at blive akkompagneret af. De følgende rum omhandler hardangerfeler, et rum til Grieg, et rum med instrumenter forbundet med kirker og tilbedelse og til sidst en rum med kuriositeter, der inkluderer et Cecilium, som er en norsk lirekasse, musiklegetøj og et Janko klaver.

### Laden
Udstillingen i Laden er delt i to dele:
- Instrumenter der hovedsageligt betegnes som instrumenter til klassisk europæisk og populærmusik gennem fire århundreder. Et cembalo af Kirkman fra 1767, en viola d'amore af Erberle fra 1755, et fem-oktav Stein-klaver fra 1783, en sopransaxofon af Sax fra 1907 sammen med en flere tidlige elektroniske instrumenter og en jukebox fra 1948.
- Folkemusikinstrumenter fra hele verden, der inkluderer en Runebomme (en samisk tromme), et tibetansk zang-danghorn, en nadomo (buet harpe) from Congo og hardangerfeler.

Denne udstilling er tilgængelig hele året og kræver ikke omvisning. I 2012 blev en del af Ringve ombygget, og udstillingen i laden var lukket i sæsonen frem til efteråret.

### Ringve botaniske have
Den botaniske have var oprindeligt en del af gårdens park, men er senere blevet udskilt som botanisk have i 1973. Den indeholder tre dele; en historisk 1800-tals have foran hovedbygningen i engelsk havestil, et arboretium med trær og buske fra den nordlige halvkugle rundt om en sø og en afdeling der viser systematikken i plantefamilier. Der findes også en renæssancehave med urter og medicinplanter mm.